# Virginia Slims of Dallas 1989
Il Virginia Slims of Dallas 1989 è stato un torneo di tennis giocato sul sintetico indoor. È stata la 19ª edizione del torneo, che fa parte della categoria Tier III nell'ambito del WTA Tour 1989. Si è giocato al Moody Coliseum di Dallas negli USA dal 18 al 24 settembre 1989.

## Campionesse

### Singolare
Martina Navrátilová ha battuto in finale  Monica Seles con il punteggio di 7–6, 6–3

### Doppio
Mary Joe Fernández /  Betsy Nagelsen hanno battuto in finale  Elise Burgin /  Rosalyn Fairbank con il punteggio di 7–6, 6–3